# Tonkawa (Oklahoma)
Tonkawa es una ciudad ubicada en el condado de Kay en el estado estadounidense de Oklahoma. En el año 2010 tenía una población de 	3216 habitantes y una densidad poblacional de 221,79 personas por km².

## Geografía
Tonkawa se encuentra ubicada en las coordenadas 36°40′49″N 97°18′33″O / 36.68028, -97.30917 (36.680362, -97.309219).

## Demografía
Según la Oficina del Censo en 2000 los ingresos medios por hogar en la localidad eran de $29,387 y los ingresos medios por familia eran $35,912. Los hombres tenían unos ingresos medios de $27,222 frente a los $20,114 para las mujeres. La renta per cápita para la localidad era de $14,245. Alrededor del 17.6% de la población estaban por debajo del umbral de pobreza.